# Rohrbachs Maxime
In der Kryptologie beschreibt Rohrbachs Maxime einen Leitspruch, den der deutsche Mathematiker und Kryptologe Hans Rohrbach (1903–1993) formuliert hat. Er rät dazu, bei der Beurteilung der Sicherheit eines kryptologischen Verfahrens auch die Möglichkeit von Chiffrierfehlern einzubeziehen, und weist darauf hin, dass nicht erwartet werden kann, dass eine Schlüsselmaschine oder ein Kryptosystem jemals die ganze Zeit fehlerfrei benutzt wird.

## Maxime
Rohrbachs Maxime lautet:

„Bei der Beurteilung der kryptanalytischen Sicherheit eines Verfahrens sind Chiffrierfehler und andere Verstöße gegen die Chiffrierdisziplin mit einzubeziehen.“